# Billardiera versicolor
Billardiera versicolor är en tvåhjärtbladig växtart som beskrevs av Friedrich Wilhelm Klatt. Billardiera versicolor ingår i släktet Billardiera och familjen Pittosporaceae. Inga underarter finns listade.